# آربوریا
آربوریا (به ایتالیایی: Arborea) یک کومونه در ایتالیا است که در استان اریستانو واقع شده‌است.

## خصوصیات
آربوریا ۱۱۵ کیلومترمربع مساحت و ۴٬۰۳۶ نفر جمعیت دارد و ۷ متر بالاتر از سطح دریا واقع شده‌است.

## خواهرخوانده
شهر Zevio خواهرخواندهٔ آربوریا هست.